# Ercheia multilinea
Ercheia multilinea är en fjärilsart som beskrevs av Swinhoe 1902. Ercheia multilinea ingår i släktet Ercheia och familjen nattflyn. Inga underarter finns listade i Catalogue of Life.

## Bildgalleri

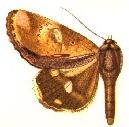